# Helius nigriceps
Helius nigriceps är en tvåvingeart som först beskrevs av Edwards 1916.  Helius nigriceps ingår i släktet Helius och familjen småharkrankar. Inga underarter finns listade i Catalogue of Life.